# ستيفن كورتني
ستيفن كورتني (بالإنجليزية: Steven Courtney)‏ هو عالم بيئة أمريكي، ولد في 1955.